# خيرونيمو رودريغيز
خيرونيمو رودريغيز (بالإسبانية: Jerónimo Rodríguez) هو لاعب كرة قدم مكسيكي، ولد في 24 مارس 1999 في مدينة مكسيكو في المكسيك.